# أوتسانو ديل إميليا
أوتسانو ديل إميليا (بالإيطالية: Ozzano dell'Emilia) هي بلدية في مقاطعة بولونيا في إقليم إميليا رومانيا الإيطالي.

## السكان
في سنة 1861 بلغ عدد السكان 3٬509 نسمة، وتطور العدد ليصل في سنة 2011 لـ 12٬870 نسمة.
يظهر هذا المخطط البياني تطور النمو السكاني لـ أوتسانو ديل إميليا